# Benedykt Bogusław Łuszczyk
Benedykt Bogusław Łuszczyk herbu Łukocz (zm. 2 lutego 1707 roku) – wojski połocki w latach 1688–1707, podczaszy mścisławski w 1686 roku.
Syn Mikołaja Łuszczyka, podczaszego mścisławskiego (1674), elektora królów Michała i Jana III. Benedykt miał trzy siostry: 1) Annę (zm. 1687) - żonę Mikołaja Niemirowicza-Szczytta (zm. 1676); 2) Joannę - żonę Jerzego Porzeckiego, łowczego lidzkiego (1679); 3) Felicjannę - żonę Floriana Pruskiego, cześnika brasławskiego (1704); oraz brata Nikodema.
Żonaty z Marianną Podbereską, miał synów: Michała i Dominika oraz córki: Konstancję - żonę Samuela Wolbeka, Felicjannę - żonę Jana Rypińskiego, Joannę - żonę Franciszka Rypińskiego.
Deputat województwa połockiego do rady stanu rycerskiego rokoszu łowickiego w 1697 roku.
Dziedzic Świeczy, Trogdziewicz, Starzynek, zastawny posiadacz Sielca, w lepelskim.